# 48 p.n.e.
| [ Edytuj tabelę ] |                                                                       |
| Król Armenii      | - 55 p.n.e. Artawazdes II 34 p.n.e.                                   |
| Król Bosporu      | - 63 p.n.e. Farnakes 47 p.n.e.                                        |
| Cesarz Chin       | - 49 p.n.e. Han Yuandi 33 p.n.e.                                      |
| Władca Egiptu     | - 51 p.n.e. Kleopatra 30 p.n.e. - 51 p.n.e. Ptolemeusz XIII 47 p.n.e. |
| Król Judei        | - 63 p.n.e. Jan Hirkan II 40 p.n.e.                                   |
| Król Kommageny    | - 70 p.n.e. Antioch I 36 p.n.e.                                       |
| Król Nabatei      | - 59 p.n.e. Malichus I 30 p.n.e.                                      |
| Król Numidii      | - 60 p.n.e. Juba I 46 p.n.e.                                          |
| Król Paflagonii   | - 63 p.n.e. Attalos 40 p.n.e.                                         |
| Król Partów       | - 57 p.n.e. Orodes II 37 p.n.e.                                       |
| Dyktator Rzymu    | - 49 p.n.e. Juliusz Cezar 44 p.n.e.                                   |
| Król Tracji       | - 48 p.n.e. Reskuporis I 42 p.n.e.                                    |

Rok 48 p.n.e.
stulecia: II wiek p.n.e. ~
I wiek p.n.e. ~
I wiek

lata: 58 p.n.e. «
52 p.n.e. «
51 p.n.e. «
50 p.n.e. «
49 p.n.e. «
48 p.n.e. »
47 p.n.e. »
46 p.n.e. »
45 p.n.e. »
44 p.n.e. »
38 p.n.e.

## Wydarzenia
- 10 lipca – Cezar poniósł porażkę pod Dyrrachium.
- 9 sierpnia – Cezar pokonał pod Farsalos Pompejusza w rzymskiej wojnie domowej.
- 28 września – z rozkazu Ptolemeusza XIII został zamordowany Pompejusz, ratujący się ucieczką do Egiptu po przegranej bitwie pod Farsalos.
- 2 października – Cezar przybył do Aleksandrii.

- Pożar Biblioteki Aleksandryjskiej.
- Początek długotrwałego kryzysu w Chinach.

## Zmarli
- 28 września - Gnaeus Pompeius Magnus (Pompejusz), wódz i polityk rzymski, został zamordowany (ur. 106 p.n.e.)
- Tytus Anniusz Milon, rzymski polityk, zięć Sulli.